# ARIGATO (B'zの曲)
「ARIGATO」（アリガトウ）は、日本の音楽ユニット・B'zの楽曲。2004年9月1日にVERMILLION RECORDSより37作目のシングルとして発売された。

## 概要
2004年にB'zが発表したシングル曲は、「BANZAI」「ARIGATO」と、日本語をローマ字で表すタイトルが続いた。
B'zのシングルでは初めてデジパックが採用された。
オリコンシングルチャートでは初登場1位を記録し、通算首位獲得週数が累計50週目となった。

## 収録曲
| 全作詞: 稲葉浩志、全作曲: 松本孝弘。 |                            |           |            |                                        |      |
| #                                    | タイトル                   | 作詞      | 作曲・編曲 | 編曲                                   | 時間 |
| 1.                                   | 「ARIGATO」                | 稲葉浩志  | 松本孝弘   | 松本孝弘・稲葉浩志・徳永暁人           | 5:03 |
| 2.                                   | 「輝く運命はその手の中に」 | 稲葉浩志  | 松本孝弘   | 松本孝弘・稲葉浩志・徳永暁人           | 4:04 |
| 3.                                   | 「もうはなさない」         | 稲葉浩志  | 松本孝弘   | 松本孝弘・稲葉浩志・徳永暁人・寺地秀行 | 3:39 |
| 合計時間:                            | 合計時間:                  | 合計時間: | 12:46      |                                        |      |

## 楽曲解説
1. ARIGATO
  - B'zでは唯一、アコースティック・ギターによるトレモロ奏法が用いられた楽曲。スローテンポに進むが、Cメロが終わるとテンポアップして激しい曲調に変わる[3]。タイアップとなったテレビ朝日系『アテネオリンピック2004』で使用されたのは主にその部分である。
  - MVは千葉県木更津市にあった映画館「木更津富士館」（2010年9月24日に閉館）で撮影されたもの。俳優の森山未來が出演している。CDのジャケット撮影はこのMV撮影の合間に行われた[4]。
  - 前作と同様にオリジナル・アルバムには未収録であり、ベスト・アルバムにのみ収録となっている。
  - 2004年の『ミュージックステーションスーパーライブ』でテレビ初披露された。
  - B'zのライブでは、2007年に行われた『B'z SHOWCASE 2007 -19-』が初演奏であるが、CDシングルの表題曲では唯一LIVE-GYM未演奏曲である。2020年に行われた無観客配信ライブ『B'z SHOWCASE 2020 -5 ERAS 8820-』のDay4で約13年ぶりに演奏され、オープニングナンバーを飾った[5]。
  - 本曲が演奏される際には、CD音源のキーより半音下げて演奏され、アコースティック・ギターによるトレモロの演奏は行われない。前者については従来のB'zのライブではほとんど前例のなかったことであり、理由は公に語られていないため不明[注釈 1]。
2. 輝く運命はその手の中に
3. もうはなさない
  - 前年に行われたツアー『B'z LIVE-GYM 2003 "BIG MACHINE"』の客出し曲に使用された楽曲[6]。

## タイアップ
- 『TV ASAHI NETWORK SPORTS 2004』テーマソング（#1）
- テレビ朝日系『アテネオリンピック2004』放送テーマソング（#1）

## 参加ミュージシャン
- 松本孝弘:ギター、全曲作曲・編曲
- 稲葉浩志:ボーカル、全曲作詞・編曲
- 徳永暁人:ベース（#1.2）、全曲編曲
- 寺地秀行:編曲（#3）
- ビリー・シーン:ベース（#3）
- シェーン・ガラース:ドラム（#1.3）
- ブライアン・ティッシー:ドラム（#2）

## 収録アルバム
ARIGATO
- B'z The Best "Pleasure II"
- B'z The Best XXV 1999-2012

## ライブ映像作品
ARIGATO
- B'z The Best "ULTRA Treasure" （特典DVD）
- B'z LIVE in なんば 2006 & B'z SHOWCASE 2007 -19- at Zepp Tokyo
- B'z COMPLETE SINGLE BOX （特典DVD）
- B'z SHOWCASE 2020 -5 ERAS 8820- Day1〜5